# FN M1900手槍
FN M1900是一款由著名槍械設計師約翰·白朗寧於1896年設計，比利時Fabrique Nationale生產的單動式半自动手槍。該槍亦是最早運用滑套設計的手槍。

## 歷史
白朗寧於1898年向FN Herstal提交一把新型半自動手槍的設計方案，翌年FN Herstal便把該槍定名為「1899型」（Modèle 1899）進行投產。1900年，FN推出了一款較短槍管的衍生型，是為M1900。FN M1900的生產一直維持了11年，直至生產結束時該槍的總生產量約為700,000把。
FN M1900曾被許多知名人物擁有過，並曾出現在一些歷史事件中。例如：美國總統西奧多·羅斯福生前擁有一把M1900；德意志皇帝威廉二世曾向李鸿章赠送該枪；芬蘭民族主義者尤金·绍曼在1904年刺殺俄羅斯帝國芬蘭總督尼古拉·博布里科夫時所使用的武器是M1900；安重根在1909年於哈爾濱火車站刺殺日本首任首相伊藤博文時所使用的武器亦是M1900。另外，FN M1900曾受到不少俄罗斯帝国和大日本帝國的軍官所青睐。在日俄戰爭期間，大日本帝國陸軍上將乃木希典就曾使用該槍。

## 仿製及採用
M1900在推出後一度成爲歐洲最受歡迎的手槍之一，也成為了包括俄羅斯帝國在內不少歐洲國家的軍官愛用的配槍。除了在歐洲流行外，中國大陸境內也曾出現過多款本土仿製的M1900。
朝鮮民主主義人民共和國在1960年代開始於本土仿製FN M1900，這些仿製品被命名為「64式手槍」，並作為朝鮮人民軍的制式手槍之一。64式有两个版本。其中一个版本與FN M1900完全相同，另一个版本相比起M1900有較长的槍管，並具消音器。第一版本手槍在北韓主要由高級軍官所使用，少數消聲型號用於特種作戰與間諜活動，原因是該槍配用的7.65毫米子彈可以取得較好的消聲效果。另外北韓之所以會選擇FN M1900這款早已過時的手槍作為制式武器很可能是與金日成的個人喜好有關，同時也因該槍是被北韓人視為民族英雄的安重根用來刺殺伊藤博文的武器。有趣的是，在北韓64式手槍底把上的口径銘文不是实际的7.65毫米（0.32英寸）而是标称的7.62毫米。

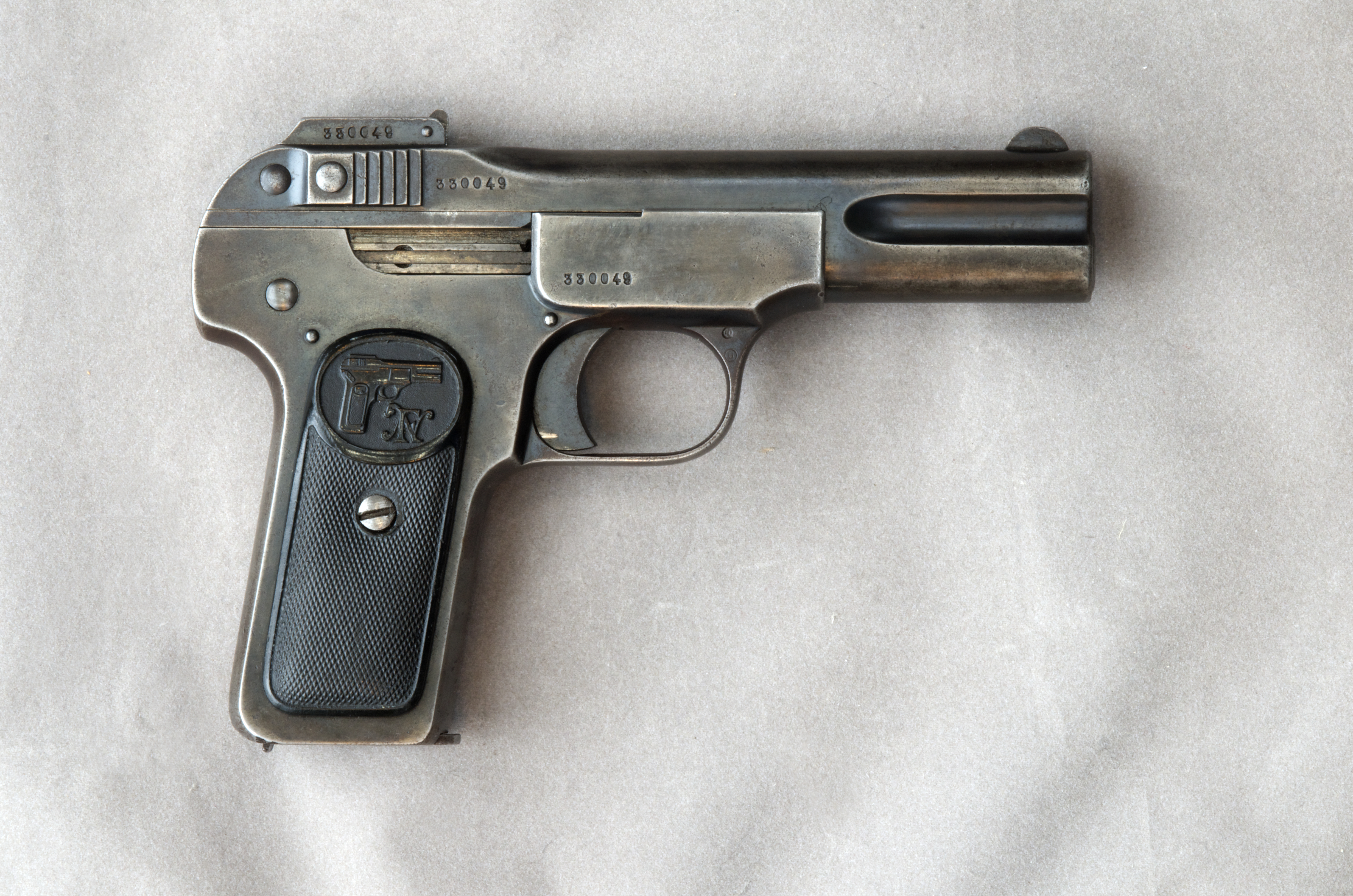

该枪在握把贴片上方和套筒座左侧，都有一支小手枪的图案，所以当时中国社会俗称其为“枪牌撸子”，这里的“撸子”指用手向后轻拉一下套筒或枪机以便使枪弹上膛的半自动手枪。

## 軼事
曾經有不少人認為在1914年萨拉热窝事件中被塞爾維亞民族主義者加夫里洛·普林齐普用來刺殺弗朗茨·约瑟夫一世的武器就是FN M1900，但其後發現原來用作刺殺的武器是FN 1910型手槍，而非FN M1900。

## 彈藥
FN M1900使用的彈藥為.32 ACP，該彈藥亦被稱為7.65×17毫米白朗寧SR或7.65 ACP。

## 使用國
- 奥匈帝国
- 比利时
- 中華民國－包括本土仿製型。
  - 國民革命軍
  - 地方軍閥
- 中华人民共和国—繳獲或繼承自國民革命軍。
  - 中國人民解放軍
- 芬兰
- 法國
- 希臘王國
- 大日本帝国
  - 大日本帝國陸軍：由部份軍官自購。
- 大韓帝國
- －仿製成「64式手槍」。
  - 朝鮮人民軍：至今仍為制式手槍之一。
- 盧森堡
- 大清
- 俄罗斯帝国
  - 俄羅斯帝國軍隊
- 暹羅

## 同義詞
該槍擁有以下的稱號：
- FN M1900
- FN Mle.1900
- 白朗寧M1900（Browning M1900）
- 白朗寧1號（Browning No.1）

## 參看
- FN M1903手槍
- 柯爾特M1900手槍